# Associació Catalana d'Escoltisme
L'Associació Catalana d'Escoltisme ACDE, fou la institució de caràcter federatiu que, des de l'any 1959 fins a l'any 1977, el conjunt de les diverses associacions d'escoltisme català es dotaren per fer front la crisi en què era immers des de l'any 1958. L'ACDE reconeixia en el seu si l'existència de tres nuclis:
- Nucli Obert integrat indistintament per agrupaments oberts i agrupaments confessionals
- Nucli Laic integrat d'agrupaments que practiquen l'escoltisme aconfessional
- Nucli Confessional integrat pels agrupaments confessionals com moviment d'església.

L'ACDE substituí l'anterior organisme Institució Catalana d'Escoltisme.

## Antecedents
La creació de la Delegació Diocesana d'Escoltisme pel bisbat de Barcelona l'any 1956 com fórmula de cobertura legal eclesiàstica dels agrupaments confessionals que existien a les parròquies de la Diòcesi de Barcelona, trencà l'equilibri i entre el conjunt d'agrupaments confessionals, laics i oberts de les associacions Minyons de Muntanya i Boy Scouts de Catalunya. S'inicià un procés de forta divisió i enfrontament intern que posà en qüestió l'òrgan unitari que des del final de la guerra civil havia aglutinat tot l'escoltisme català: el Consell de la Institució Catalana d'Escoltisme el 1958 quan es produí una escissió de diversos agrupaments i l'esmentat òrgan deixés de funcionar en la pràctica. La crisi va fer que es comencés a pensar en una nova institució que tingués en compte la nova realitat i els canvis produïts. Paral·lelament personalitats i sectors extern a l'escoltisme (Montserrat) van pressionar per arribar a un acord entre els sectors enfrontats.

## Constitució
L'ACDE fou creada el 6 de setembre de 1959 a Montserrat. El seu primer president va ser en Pere Gabarró i Garcia. El procés de debat previ a la seva constitució a finals de 1958 estigué carregat de tensions com ja s'ha indicat. L'assemblea general convocada deia en els nous estatuts. “... L'ACDE (Associació Catalana d'Escoltisme)que conserva plenament la unitat del moviment escolta (article 1) reconeix en el seu si l'existència de diverses modalitats d'aplicació del mètode amb característiques pròpies suficientment diferenciades. En conseqüència, està constituïda pels nuclis que siguin l'expressió d'aquelles modalitats ... “.
Els tres nuclis reconeguts foren:
- Nucli Obert integrat indistintament per agrupaments oberts i agrupaments confessionals (associació Minyons de Muntanya–Boy Scouts de Catalunya)
- Nucli Laic integrat d'agrupaments que practiquen l'escoltisme aconfessional (associació Boy Scouts de Catalunya)
- Nucli Confessional integrat pels agrupaments confessionals com moviment d'església. (Delegació Diocesana d'Escoltisme de Barcelona, després Vic i Girona).

Els estatuts de caràcter federatiu permetien, activitat autònoma dels tres nuclis.
Aquest funcionament a partir de nuclis va anar evolucionant en el transcurs del temps i deixà de ser útil atès ela canvis i fusions entre les associacions. Així Germanor de Minyons de Muntanya, Boy Scouts de Catalunya, Germanor de Nois i Noies Guies, més cinc agrupaments independents i una associació escolta del País Valencià formaren l'any 1974 una nova associació Escoltes Catalans d'adscripció laica. També les DDE's es convertiren en Minyons Escoltes i Guies Sant Jordi de Catalunya el 1977.

## Dissolució
L'ACDE va anar desenvolupant les seves activitats i entre d'altres començà a mantenir contactes amb la institució que agrupava les associacions de l'escoltisme femení: el Guiatge Català. L'ACDE i Guiatge Català empesos per la realitat canviant social i política que afectava els seus agrupaments de base col·laboraren des de l'any 1966 amb el propòsit d'anar cap a una futura federació d'escoltisme i guiatge. Tot i que els diversos intents no van reeixir continuaren col·laborant estretament fins al 30 de juny de 1977 que es creà la Federació Catalana d'Escoltisme i Guiatge la qual cosa comportarà la dissolució de l'ACDE i de Guiatge Català.